# Priolepis profunda
Priolepis profunda es una especie de peces de la familia de los Gobiidae en el orden de los Perciformes.

## Distribución geográfica
Se encuentran en Indonesia, Australia Occidental y Filipinas.

## Observaciones
Es inofensivo para los humanos.